# Atomska fizika
Atomska fizika ili fizika atoma je grana fizike, koja se bavi izučavanjem strukture atoma i elektronskog omotača, energetskim nivoima, spektrima, kao izračunavanjem fizičkih veličina i osobina, koje se zatim koriste u srodnim naukama.
Atomska fizika je nekad sinonim za Nuklearnu fiziku, međutim ove termine ne treba mešati, jer se atomska fizika ne bavi osnovnim procesima u okviru jezgra, odnosno ne bavi se proučavanjem nuklearne fizike samog jezgra, mada ponekad karakteristike strukture jezgra imaj uticaj na svojstva atoma.

## Istorija
Ideja o postojanju atoma nije nova. Još su Stari Grci koristili reč atom da bi opisali najmanje čestice materije Saznanja o prirodi atoma razvijala su se vrlo sporo sve do početka 20. veka, a do kraja 20. veka postavljeni su različiti modeli strukture atoma.
Jedan od začetnika atomske fizike bio je Džozef Džon Tomson, koji je 1879. godine otkrio elektron i pretpostavio da se atom sastoji od jednakog broja pozitivnih i negativnih naelektrisanja. Ispitivao je slabe pozitivno naelektrisane zrake i dokazao da se ovi sastoje od pozitivnih čestica čija masa daleko prevazilazi masu elektrona. On je pravilno zaključio da te čestice predstavljaju ostatak atoma posle izlaska elektrona iz njega. Pre Tomsona atom je zamišljan kao mala bilijarska kugla. Tomson nije samo odredio apsolutnu masu te kugle, već je ustanovio da male, negativno naelektrisane čestice mogu da se odvoje od nje, ostavljajući joj pozitivno naelektrisanje. Na osnovu toga Tomson je zaključio da je materija građena od smeše međusobno vrlo blizu nanizanih atoma. Po njemu je atom pozitivno nabijena kuglica u kojoj su vrlo sitni elektroni ravnomerno raspoređeni. Predložio je model u kome su atomi predstavljani kao ovalni puding ili kolač sa suvim šljivama u omotaču (engl. plum puding). Bez obzira na brojne nedostatke, Tomsonov model atoma bio je značajan, jer je prvi put u istoriji ukazano na postojanje unutrašnje strukture atoma.
Druga značajna grupa istraživača se bavila pojavom prirodne radioaktivnosti koju je otkrio 1896. godine Anri Bekerel. Ključnu ulogu u ovoj grupi odigrao su i Raderford, Pjer i Marija, koji su u velikoj meri zaslužni za ra razvoj metoda za ekstrahovanje i koncentrovanje prirodno radioaktivnog materijala. Bekerel i Marija i Pjer Kiri su 1903. godine dobili Nobelovu nagradu za fiziku. Sama Marija Kiri je kasnije, 1911. dobila još jednu Nobelovu nagradu iz oblasti hemije. Inače, radioaktivnost predstavlja raspad atoma, pri čemu se emituju tri vrste zračenja: alfa, beta i gama. Raderford je prvi utvrdio razliku između njih i ispitao njihove osobine. Pokazao je da alfa zrake sačinjava mlaz pozitivno naelektrisanih čestica, čijim je rasejavanjem na tankim zlatnim folijama postavio nuklearni model atoma, 1911. godine.
Konačno, treća grupa fizičara u kojoj je vodeću ulogu imao Maks Plank ispitivala je zakone zračenja crnog tela. Najvažnije otkriće te grupe ovde je da se emisija zračenja odvija u kvantima, tj. isprekidano, a ne neprekidno kao što je to predviđala klasična teorijska fizika.
Nils Bor je 1913. godine objedinivši rezultate sva tri navedena pravca istraživanja, predložio poznati model atoma, kojim je postavio temelje današnjeg shvatanja strukture atoma. Od prve grupe koja se odnosi atomsku fiziku on je usvojio postojanje i osobine elektrona, od druge grupe nuklearnom strukturu atoma , a od treće činjenice da atom emituje svetlost u kvantima.
Postojanje pozitivno naelektrisanih čestica u jezgru atoma, dokazao je Ernest Raderford 1919. godine. Naelektrisanje protona jednako je ali suprotno naelektrisanju elektrona. Broj protona u jezgru određuje karakteristike elementa. Utvrđeno je da je masa protona iznosi 1,67 x 10−27 kilograma.

## Poznati atomski fizičari
Poznata imena atomske fizike uključuju:

#### Prekvantne mehanike
- Džon Dalton
- Joseph von Fraunhofer
- Johanes Ridberg
- Džozef Džon Tomson

#### Posle kvantne mehanike
- Alexander Dalgarno
- David Bates
- Nils Bor
- Max Born
- Clinton Josip Davisson
- Enrico Fermi
- Charlotte Froese Fischer
- Vladimir Fock
- Douglas Hartree
- Ernest M. Henley
- Ratko Janev
- Harrie S. Massey
- Nevill Mott
- Mike Seaton
- John C. Slater
- Džordž Padžet Tomson

## Literatura
- Ratko Janev, Ljubo. A. Petkovski, Atomska fizika, Makedonska Akademija Nauka i Umetnosti, Skoplje, 2012.
- С. Мацура, Ј. Радић-Перић, АТОМИСТИКА, Факултет за физичку хемију Универзитета у Београду/Службени лист, Београд, 2004.
- Bransden, BH; Joachain, CJ (2002). Physics of Atoms and Molecules (2nd изд.). Prentice Hall. ISBN 978-0-582-35692-4.
- Foot, CJ (2004). Atomic Physics. Oxford University Press. ISBN 978-0-19-850696-6.
- Herzberg, Gerhard (1979) [1945]. Atomic Spectra and Atomic Structure. New York: Dover. ISBN 978-0-486-60115-1.
- Condon, E.U. & Shortley, G.H. (1935). The Theory of Atomic Spectra. Cambridge University Press. ISBN 978-0-521-09209-8.
- Cowan, Robert D. (1981). The Theory of Atomic Structure and Spectra. University of California Press. ISBN 978-0-520-03821-9.
- Lindgren, I. & Morrison, J. (1986). Atomic Many-Body Theory (Second изд.). Springer-Verlag. ISBN 978-0-387-16649-0.
- Šibalić, Nikola; S. Adams, Charles (novembar 2018). Rydberg Physics. Bristol: IOP Publishing. ISBN 978-0-7503-1635-4.
- „Fundamentals of Physics and Nuclear Physics” (PDF). Архивирано из оригинала (PDF) 2. 10. 2012. г. Приступљено 21. 7. 2012.
- Grossman, M. I. (2014). „John Dalton and the London Atomists”. 68 (4): 339—356. PMC 4213434 . doi:10.1098/rsnr.2014.0025.
- „Antimatter”. 2021-03-01. Архивирано из оригинала 11. 9. 2018. г. Приступљено 12. 3. 2021.
- Weinberg, Steven (1995—2000). The quantum theory of fields. Cambridge: Cambridge University Press. ISBN 978-0521670531.
- Jaeger, Gregg (2021). „The Elementary Particles of Quantum Fields”. Entropy. 23 (11): 1416. Bibcode:2021Entrp..23.1416J. doi:10.3390/e23111416 .
- Baker, Joanne (2013). 50 quantum physics ideas you really need to know. London. стр. 120–123. ISBN 978-1-78087-911-6. OCLC 857653602.
- Nakamura, K (1. 7. 2010). „Review of Particle Physics”. Journal of Physics G: Nuclear and Particle Physics. 37 (7A): 1—708. Bibcode:2010JPhG...37g5021N. PMID 10020536. doi:10.1088/0954-3899/37/7A/075021 .
- Mann, Adam (28. 3. 2013). „Newly Discovered Particle Appears to Be Long-Awaited Higgs Boson”. Wired Science. Архивирано из оригинала 11. 2. 2014. г. Приступљено 6. 2. 2014.
- Braibant, S.; Giacomelli, G.; Spurio, M. (2009). Particles and Fundamental Interactions: An Introduction to Particle Physics. Springer. стр. 313—314. ISBN 978-94-007-2463-1. Архивирано из оригинала 15. 4. 2021. г. Приступљено 19. 10. 2020.
- „Neutrinos in the Standard Model”. The T2K Collaboration. Архивирано из оригинала 16. 10. 2019. г. Приступљено 15. 10. 2019.
- Terranova, Francesco (2021). A Modern Primer in Particle and Nuclear Physics. Oxford University Press. ISBN 978-0-19-284524-5.
- B. Povh; K. Rith; C. Scholz; F. Zetsche; M. Lavelle (2004). „Part I: Analysis: The building blocks of matter”. Particles and Nuclei: An Introduction to the Physical Concepts (4th изд.). Springer. ISBN 978-3-540-20168-7. Архивирано из оригинала 22. 4. 2022. г. Приступљено 28. 7. 2022. „Ordinary matter is composed entirely of first-generation particles, namely the u and d quarks, plus the electron and its neutrino.”
- K. A. Peacock (2008). The Quantum Revolution. Greenwood Publishing Group. стр. 125. ISBN 978-0-313-33448-1.
- C. Quigg (2006). „Particles and the Standard Model”.  Ур.: G. Fraser. The New Physics for the Twenty-First Century. Cambridge University Press. стр. 91. ISBN 978-0-521-81600-7.
- R. Nave. „The Color Force”. HyperPhysics. Georgia State University, Department of Physics and Astronomy. Архивирано из оригинала 7. 10. 2018. г. Приступљено 2009-04-26.
- D. Decamp (1989). „Determination of the number of light neutrino species”. Physics Letters B. 231 (4): 519—529. doi:10.1016/0370-2693(89)90704-1.
- Carroll, Sean (2007). Guidebook. Dark Matter, Dark Energy: The dark side of the universe. The Teaching Company. Part 2, p. 43. ISBN 978-1598033502. „... boson: A force-carrying particle, as opposed to a matter particle (fermion). Bosons can be piled on top of each other without limit. Examples are photons, gluons, gravitons, weak bosons, and the Higgs boson. The spin of a boson is always an integer: 0, 1, 2, and so on ...”
- Aitchison, I.J.R.; Hey, A.J.G. (1993). Gauge Theories in Particle Physics. IOP Publishing. ISBN 978-0-85274-328-7.
- Watkins, Peter (1986). Story of the W and Z. Cambridge: Cambridge University Press. стр. 70. ISBN 9780521318754. Архивирано из оригинала 14. 11. 2012. г. Приступљено 28. 7. 2022.
- C.R. Nave. „The Color Force”. HyperPhysics. Georgia State University, Department of Physics. Архивирано из оригинала 7. 10. 2018. г. Приступљено 2012-04-02.
- Debrescu, B. A. (2005). „Massless Gauge Bosons Other Than The Photon”. Physical Review Letters. 94 (15): 151802. Bibcode:2005PhRvL..94o1802D. PMID 15904133. S2CID 7123874. arXiv:hep-ph/0411004 . doi:10.1103/PhysRevLett.94.151802.
- Bernardi, G.; Carena, M.; Junk, T. (2007). „Higgs bosons: Theory and searches” (PDF). Review: Hypothetical particles and Concepts. Particle Data Group. Архивирано (PDF) из оригинала 3. 10. 2018. г. Приступљено 28. 7. 2022.
- Tsan, Ung Chan (2013). „Mass, Matter, Materialization, Mattergenesis and Conservation of Charge”. International Journal of Modern Physics E. 22 (5): 1350027. Bibcode:2013IJMPE..2250027T. doi:10.1142/S0218301313500274. „Matter conservation means conservation of baryonic number A and leptonic number L, A and L being algebraic numbers. Positive A and L are associated to matter particles, negative A and L are associated to antimatter particles. All known interactions do conserve matter.”
- Raith, W.; Mulvey, T. (2001). Constituents of Matter: Atoms, Molecules, Nuclei and Particles. CRC Press. стр. 777—781. ISBN 978-0-8493-1202-1.
- „Antimatter”. Lawrence Berkeley National Laboratory. Архивирано из оригинала 23. 8. 2008. г. Приступљено 3. 9. 2008.
- M. E. Peskin; D. V. Schroeder (1995). An Introduction to Quantum Field Theory. Addison–Wesley. ISBN 978-0-201-50397-5.

## Spoljašnje veze
- Joint Quantum Institute at University of Maryland and NIST
- Atomic Physics on the Internet
- JILA (Atomic Physics)
- ORNL Physics Division